# Kukorelli István
Kukorelli István (Tét, 1952. július 6. –) magyar jogtudós, egyetemi tanár, az MTA doktora. Kutatási területe az alkotmányos alapjogok és az ellenzék jogai az Országgyűlésben. 1997 és 1999 között az Országos Választási Bizottság elnöke, 1999 és 2008 között az Alkotmánybíróság tagja.

## Életpályája
A pannonhalmi Bencés Gimnáziumban tanult, ott érettségizett 1970-ben. Felvételizett az Eötvös Loránd Tudományegyetem Állam- és Jogtudományi Karára, ahova, bár teljesítette a felvételi ponthatárt, csak fellebbezés után vették fel. A sorkatonai szolgálat után kezdte meg egyetemi tanulmányait. 1976-ban szerezte meg jogi diplomáját. Ennek megszerzése után felvették az egyetem államjogi tanszékére, ahol végigjárta az oktatói ranglétrát. 1988 és 1989 között az ELTE Állam- és Jogtudományi Karának oktatási dékánhelyettese volt. Két évvel később kinevezték az addigra már alkotmányjogi tanszékké átnevezett szervezeti egység vezetőjévé. 1998-ban habilitált, majd egy évre rá megkapta egyetemi tanári kinevezését. A tanszéket is eddig vezette. Ezenkívül a győri Széchenyi István Egyetem jogi karán is egyetemi tanárként kezdett el oktatni. 1997 és 2000 között Széchenyi professzori ösztöndíjasként kutatott.
1988-ban védte meg az állam- és jogtudományok kandidátusi, 2010-ben akadémiai doktori értekezését. Az MTA Közigazgatás-tudományi Bizottságának lett tagja, később alelnöke. 2011-ben az Állam- és Jogtudományi Bizottság elnöke lett. 1994 és 2000 között a Magyar Tudományos Akadémia közgyűlésének doktori képviselőjeként és a Doktori Tanács állam- és jogtudományi szakbizottságának tagjaként is dolgozott. Akadémiai tisztségei mellett 1995 és 1999 között az Országos Fogyasztóvédelmi Egyesület elnöke volt. 2007-ben a Magyar Alkotmányjogászok Egyesülete elnökévé választották. Emellett tagja a Nagycsaládosok Országos Egyesületének, a Magyar Politikatudományi Társaságnak és a Magyar Jogász Egyletnek, elnöke volt a Bencés Diákszövetségnek.

### Közéleti pályafutása
1985-ben a Hazafias Népfront Országos Tanácsának, majd Titkárságának tagja, 1989-től 1990-ig a HNF utolsó (a Magyar Szocialista Munkáspárttól függetlenedett) országos tanácsa ügyvezető elnökségének elnöke volt. Eközben a Független Jogász Fórum alapító tagja volt 1988-ban, illetve választmányi tagja lett 1989-ben. Ugyanebben az évben részt vett a Nemzeti Kerekasztal tárgyalásokon a Harmadik Oldal képviselőjeként. Később az akkor alakult Országos Választási Elnökség (később Országos Választási Bizottság) titkárává nevezték ki. Az 1990-es országgyűlési választáson a Hazafias Választási Koalíció képviselőjelöltje volt, mandátumot nem szerzett. 1991-ben Pozsgay Imrével és Bíró Zoltánnal a Nemzeti Demokrata Szövetség alapító tagja volt, majd visszavonult a politikától.
Közéleti visszatérése 1994-ben történt, amikor újra tagja lett az Országos Választási Bizottságnak, majd 1997-ben a testület elnökévé választották, az alkotmánybíróvá választott Németh Jánost váltva. 1995 és 1998 között az Országgyűlés Bihari Mihály által vezetett alkotmány-előkészítő bizottságának állandó szakértője volt. 1999-ben hatpárti egyetértéssel alkotmánybíróvá választották, mandátuma 2008 júliusában járt le.

## Munkássága
Fő kutatási területe az alkotmányos alapjogok és az ellenzék jogai az Országgyűlésben. Emellett foglalkozott választójogi, közjogtörténeti kérdésekkel és az Alkotmánybíróság helyzetével is.
Egyik kidolgozója volt a rendszerváltás utáni magyar választási rendszernek. Jelentős cikkeket írt az összehasonlító alkotmányjog nehézségeiről és az Alkotmánybíróság feletti kontrollról. Egyik jelentős könyve a társszerzőkkel együtt készített, 2003-ban megjelent alkotmánymagyarázat. Sokat foglalkozik az állampolgári, illetve jogi ismeretek középiskolai bevezetésével és oktatásával, ehhez több tankönyvet írt (többek között Szebenyi Péterrel és Pozsár-Szentmiklósy Zoltánnal).
Több mint háromszázötven tudományos publikációja jelent meg, ebből több egyetemi és középiskolai tankönyv, illetve tanulmánykötet. Munkáit elsősorban magyar és angol nyelven adja közre.

## Családja
Nős, felesége a közigazgatásban dolgozik. Egy lánygyermekük és két fiúgyermekük született (egyikük meghalt).

## Díjai, elismerései
- Trefort Ágoston-emléklap (1993)
- Deák Ferenc-díj (1994, 2005)
- Tét díszpolgára (2001)
- Szent Márton-díj (2004)
- Harkály-díj, Bibó István Szakkollégium (2008)
- A Magyar Köztársasági Érdemrend középkeresztje a csillaggal (2010)
- Pro Universitate Emlékérem arany fokozata kitüntetés (2012)
- Károli Emlékérem (2014)
- Széchenyi Társaság díja (2022)

## Főbb publikációi
- Alkotmányjogi alaptematika; összeáll. Kéri László, Kukorelli István, Váradi Vilmos; TIT, Bp., 1979 (Jog és társadalom)
- Dolgozatok az állam- és jogtudományok köréből.A XIV. Országos tudományos diákköri konferencián díjat nyert tanulmányokból; szerk. Kukorelli István; ELTE, Bp., 1980 (Tudományos diákköri füzetek)
- Államjogi jogszabálygyűjtemény; Tankönyvkiadó, Bp., 1985
- Államjogi szakirodalomgyűjtemény 1-2.; szerk. Holló András, Kukorelli István; Tankönyvkiadó, Bp., 1986
- Tanulmányok az államról és a jogról. Pályadíjas dolgozatok; szerk. Kukorelli István, Mezey Barna; ELTE, Bp., 1986 (Tudományos diákköri füzetek)
- A képviselői felelősség alkotmányos intézményei; ELTE, Bp., 1988 (A jogi felelősség és szankciórendszer elméleti alapjai)
- A jogállamért! Tanulmányok, interjúk; Püski–TIT–Vita, Bp., 1989
- Az alkotmányosság alapjai. Társadalom, demokrácia, alkotmányosság; szerk. Kukorelli István, Schmidt Péter; Kossuth, Bp., 1989
- Az országgyűlési képviselők jogállása; Közgazdasági és Jogi, Bp., 1989
- Közjogi tűnődések; Triorg, Bp., 1991
- Alkotmánytan; szerk. Kukorelli István; Századvég, Bp., 1992 (Politika)
- Így választottunk (1988)
- Alkotmánytan; szerk. Kukorelli István; 2. átdolg. kiad.; Századvég, Bp., 1993 (Politika)
- Alkotmányjog. Jogszabálygyűjtemény; szerk. Kukorelli István; Századvég, Bp., 1994 (Politika)
- Az alkotmányozás évtizede. Közjogi, politikai tanulmányok, parlamenti jegyzetek; Korona, Bp., 1995
- Alkotmányjog. Jogszabálygyűjtemény; szerk. Kukorelli István; 2. átdolg. kiad.; Osiris, Bp., 1996 (Osiris tankönyvek)
- Alkotmánytan; szerk. Kukorelli István; 4. átdolg. kiad.; Osiris, Bp., 1996 (Osiris tankönyvek)
- A Magyar Köztársaság alkotmánya; összeáll. Kukorelli István; Korona, Bp., 1998
- Az alkotmánytan alapjai pedagógusoknak. Segédanyag a NAT-ban foglalt követelmények teljesítéséhez; szerk. Dezső Márta, Kukorelli István, Sári János; OKI, Bp., 1998 (NAT-tan)
- Kukorelli István–Szebenyi Péter: Állampolgári ismeretek középiskolásoknak; Korona, Bp., 1998
- Választástudományi tanulmányok; szerk. Dezső Márta, Kukorelli István; Országos Választási Iroda, Bp., 1999 (Választási füzetek)
- Az Alkotmány magyarázata (társszerző, 2003)
- Ünnepi kötet Schmidt Péter egyetemi tanár 80. születésnapja tiszteletére; szerk. Fürész Klára, Kukorelli István; Rejtjel, Bp., 2006
- Tradíció és modernizáció a magyar alkotmányjogban; Századvég, Bp., 2006 (Tanítani)
- Ünnepi kötet Sári János egyetemi tanár 70. születésnapja tiszteletére; szerk. Dezső Márta, Kukorelli István; Rejtjel, Bp., 2008
- Kortársak Bibóról. Előadások a Bibó István Szakkollégiumban; szerk. Gyarmati György, Kukorelli István; ELTE Bibó I. Szakkollégium, Bp., 2009
- Kukorelli István–Smuk Péter: A Magyar Országgyűlés, 1990-2010. Öt parlamenti ciklus története; Országgyűlés Hivatala, Bp., 2010
- Állampolgári ismeretek – tankönyv középiskolásoknak (Pozsár-Szentmiklósy Zoltánnal, 2010)
- Váltóállítók között. Kővári Orsolya beszélgetései Kukorelli Istvánnal; Osiris, Bp., 2012
- Mérlegen az alaptörvény. Interjúkötet hazánk új alkotmányáról. Sólyom László, Trócsányi László, Jakab András, Tordai Csaba, Kukorelli István, Herbert Küpper, Patyi András, Tölgyessy Péter; szerk. Molnár Benedek, Németh Márton, Tóth Péter; HVG ORAC–Stádium Intézet, Bp., 2013
- Alkotmány, alkotmányosság. Konferenciakötet; szerk. Dezső Márta, Kukorelli István; Martin Opitz, Bp., 2014
- Magyarországot saját alkotmánya nélkül kormányozni nem lehet. A közjogász almanachja; Méry Ratio, Samorín, 2014
- Kukorelli István: Az MDF és az SZDSZ megállapodása utáni alkotmánymódosítás (1990. évi XL. törvény) és máig ható közjogi következményei
- Kukorelli István–Tóth Károly: A rendszerváltozás államszervezeti kompromisszumai; Antológia, Lakitelek, 2016 (Retörki könyvek)
- Hány éves az Alaptörvény? A régi-új kérdése az Alaptörvényben; Gondolat, Bp., 2017
- Bibó István láthatatlan alkotmánya; Gondolat, Bp., 2019
- Fejezetek a gazdasági alkotmányosság(gazdasági jogalkotás) témaköréből; Dialóg Campus, Bp., 2020